# Rhodri Meilir

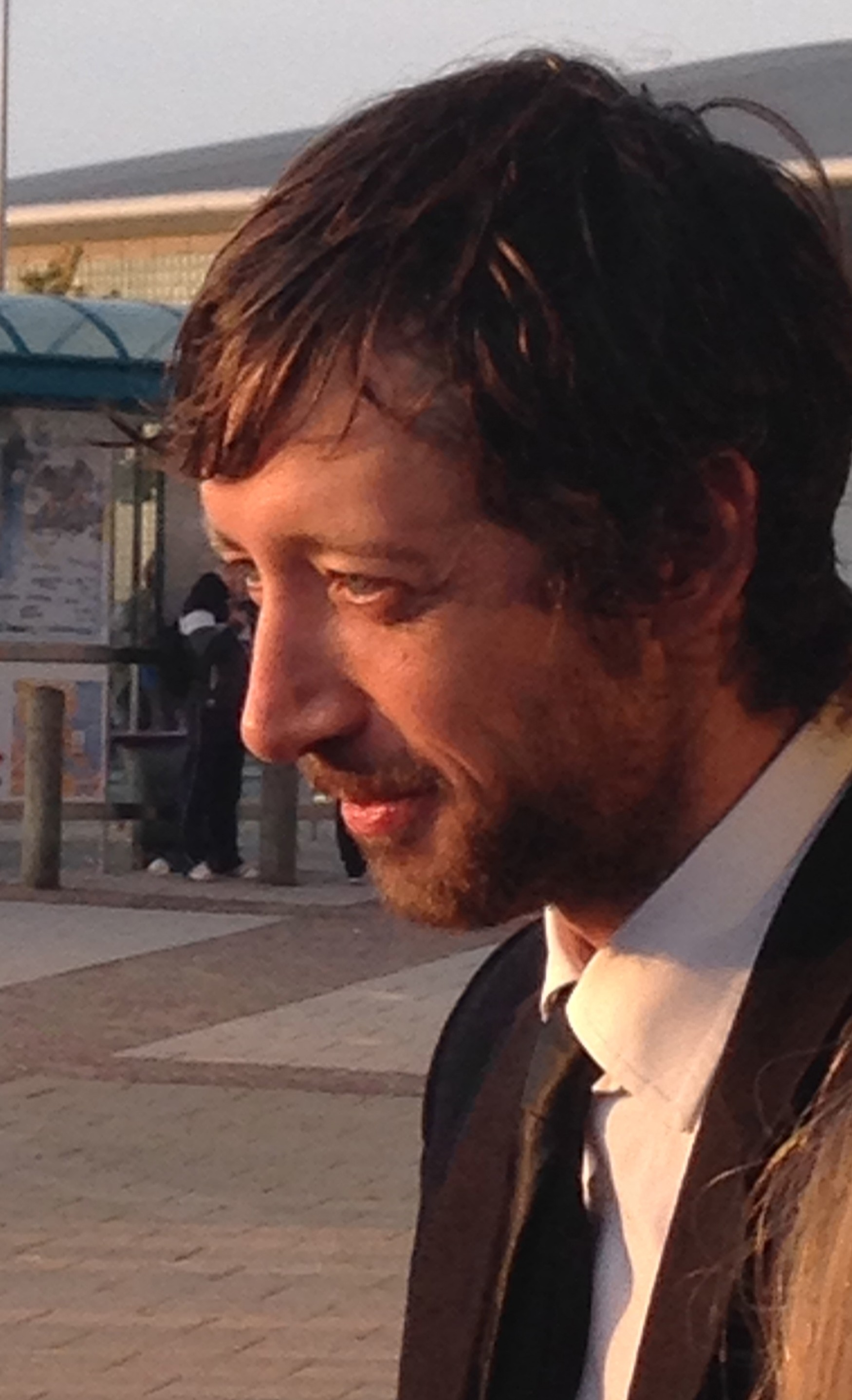
Rhodri Meilir (2013)

Rhodri Meilir (* 18. November 1978 in Mold) ist ein walisischer Schauspieler.
Dem deutschsprachigen Fernsehpublikum ist er als Alfie Butts aus der BBC Sitcom My Family bekannt.
Er hatte außerdem Rollen in je einer Episode der britischen Serien Doctor Who und Afterlife sowie in der Verfilmung des Romans Schweinsgalopp von Terry Pratchett durch Sky One. Er ist im Walisischen Fernsehen bekannt für Auftritte in Sendungen wie Caerdydd und Tipyn o Stad. Üblicherweise stellt er Nordwaliser dar.
Er rappte als Rapsgaliwn und sagte, er sei der beste Rapper der Welt.

## Filmografie (Auswahl)
- 2005–2009: My Family (Fernsehserie, 31 Folgen)
- 2006: Doctor Who (Fernsehserie, 1 Folge)
- 2014: Pride
- 2019: Casualty (Fernsehserie, 1 Folge)
- 2015: Under Milk Wood
- 2021: The Feast